# Cultura del Cementerio H
La cultura del Cementerio H se concentró en la parte norte de la cultura del valle del Indo y alrededor de la actual región de Panyab (en Pakistán) entre el año 1900 y el 1300 a. C. aproximadamente.

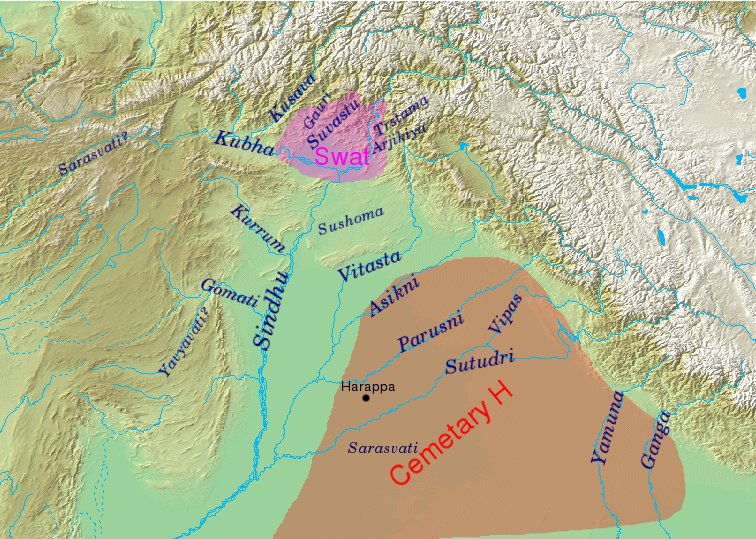
Mapa de la zona ocupada por la cultura del cementerio H (entre el 1900 y el 1300 a. C.) y por la cultura Swāt (entre el 1600 y el 500 a. C.) en la época védica; la ciudad de Harappa (mostrada en el centro inferior de la figura) fue abandonada en el 1700 a. C.

Fue nombrada así después de que en el "cementerio del área H" (una de las áreas dentro del yacimiento arqueológico de la ciudad de Jarapa) se encontraron restos arqueológicos que se diferenciaban de la cultura del Indo.
La cultura del Cementerio H es parte de la fase de Panyab, una de tres fases culturales en la era de la localización de la tradición del valle del Indo.

## Características
Las características que distinguen a esta cultura incluyen:
- El uso de la cremación de los restos humanos (como se usaba en la época védica, según los textos hinduistas). Los huesos quemados fueron enterrados en urnas de cerámica pintada. Esto es totalmente diferente a lo encontrado en la cultura del valle del Indo, donde los cuerpos se enterraban completos en ataúdes de madera. Estos "entierros completos en urnas" y los "entierros de cenizas y huesos" (post-cremación) fueron casi contemporáneos.[2]
- Cerámica de arcilla rojiza pintada de negro, con adornos de antílopes, de pavos reales, etc., del sol o de las estrellas, con diversos tratamientos de la superficie.
- Extensión de establecimientos en la zona este.
- El arroz se convirtió en un cultivo principal.
- Uso continuado del adobe para la construcción de edificios.

Los restos humanos encontrados en la cultura del Cementerio H también muestran claras afinidades biológicas con la población anterior de Harappa, lo que lleva a pensar que son sus continuadores.
El arqueólogo estadounidense Jonathan Mark Kenoyer (1952-) observó que esta cultura “puede reflejar solamente un cambio en el foco de la organización de los establecimientos pertenecientes a la fase anterior de Harappa y no la discontinuidad cultural, el decaimiento urbano, los invasores extranjeros, o el abandono del sitio, que se ha sugerido en el pasado” (Kenoyer, 1991: pág. 56).
Los restos de la cultura se han fechado entre los años 1900 y el 1300 a. C. aproximadamente.
Algunos escritores creen que esta cultura y la cultura de Gandhara fueron los dos núcleos de los inicios de la civilización védica en la Edad del Hierro en la India.